# Členské státy NATO

Současní členové NATO zvýrazněni modře

Časová osa států NATO

NATO (anglicky North Atlantic Treaty Organization) je euroatlantický vojenský pakt, který tvoří 32 členských států z Evropy a Severní Ameriky. Byl založen 4. dubna 1949 podpisem Severoatlantické smlouvy. Článek pět smlouvy uvádí, že pokud dojde k ozbrojenému útoku proti jednomu z členských států, považuje se to za útok proti všem členům a ostatní členové pomohou napadenému členu, v případě potřeby i ozbrojenými silami.
Z 32 členských zemí se 30 nachází v Evropě a dvě v Severní Americe. V letech 1994–1997 vznikla širší fóra pro regionální spolupráci mezi NATO a jeho sousedy, včetně Partnerství pro mír, iniciativy Středomořský dialog a Euroatlantické rady partnerství.
Všichni členové mají armádu, s výjimkou Islandu, který nemá typickou armádu (má však pobřežní stráž a malou jednotku civilních specialistů pro operace NATO). Tři z členů NATO jsou jaderné mocnosti (tj. země disponující jaderným arsenálem): Francie, Spojené království a Spojené státy. NATO má 12 původních zakládajících členských států. Další tři členové se připojili v letech 1952 až 1955 a čtvrtý člen vstoupil v roce 1982. Od konce studené války se NATO v letech 1999 až 2024 rozrostlo o dalších 16 členů.
Od března 2024 NATO uznává Bosnu a Hercegovinu, Gruzii, a Ukrajinu jako aspiranty na členství.

## Členské státy
| Vlajka                     | Mapa                                                         | Členský stát           | Hlavní město     | Připojení       | Obyvatelstvo | Rozloha                         |
| -------------------------- | ------------------------------------------------------------ | ---------------------- | ---------------- | --------------- | ------------ | ------------------------------- |
| Flag of Albania            | Map showing Albania in an orthographic projection            | Albánie                | Tirana           | 1. dubna 2009   | 3 088 385    | 28 748 km2 (11 100 sq mi)       |
| Flag of Belgium            | Map showing Belgium in an orthographic projection            | Belgie                 | Brussel          | 24. srpna 1949  | 11 778 842   | 30 528 km2 (11 787 sq mi)       |
| Flag of Bulgaria           | Map showing Bulgaria in an orthographic projection           | Bulharsko              | Sofie            | 29. března 2004 | 6 919 180    | 110 879 km2 (42 811 sq mi)      |
| Flag of Montenegro         | Map showing Montenegro in an orthographic projection         | Černá Hora             | Podgorica        | 5. června 2017  | 607 414      | 13 812 km2 (5 333 sq mi)        |
| Flag of the Czech Republic | Map showing the Czech Republic in an orthographic projection | Česko                  | Praha            | 12. března 1999 | 10 701 777   | 78 867 km2 (30 451 sq mi)       |
| Flag of Denmark            | Map showing Denmark in an orthographic projection            | Dánsko                 | Kodaň            | 24. srpna 1949  | 5 894 687    | 42 943 km2 (16 580 sq mi)       |
| Flag of Estonia            | Map showing Estonia in an orthographic projection            | Estonsko               | Tallinn          | 29. března 2004 | 1 220 042    | 45 228 km2 (17 463 sq mi)       |
| Flag of France             | Map showing Finland in an orthographic projection            | Finsko                 | Helsinky         | 4. dubna 2023   | 5 566 000    | 338 455 km2 (130 678 sq mi)     |
| Flag of France             | Map showing France in an orthographic projection             | Francie                | Paříž            | 24. srpna 1949  | 68 084 217   | 643 427 km2 (248 429 sq mi)     |
| Flag of Croatia            | Map showing Croatia in an orthographic projection            | Chorvatsko             | Záhřeb           | 1. dubna 2009   | 4 208 973    | 56 594 km2 (21 851 sq mi)       |
| Flag of Iceland            | Map showing Iceland in an orthographic projection            | Island                 | Reykjavík        | 24. srpna 1949  | 354 234      | 103 000 km2 (39 769 sq mi)      |
| Flag of Italy              | Map showing Italy in an orthographic projection              | Itálie                 | Řím              | 24. srpna 1949  | 62 390 364   | 301 340 km2 (116 348 sq mi)     |
| Flag of Canada             | Map showing Canada in an orthographic projection             | Kanada                 | Ottawa           | 24. srpna 1949  | 37 943 231   | 9 984 670 km2 (3 855 103 sq mi) |
| Flag of Lithuania          | Map showing Lithuania in an orthographic projection          | Litva                  | Vilnius          | 29. března 2004 | 2 711 566    | 65 300 km2 (25 212 sq mi)       |
| Flag of Latvia             | Map showing Latvia in an orthographic projection             | Lotyšsko               | Riga             | 29. března 2004 | 1 862 687    | 64 589 km2 (24 938 sq mi)       |
| Flag of Luxembourg         | Map showing Luxembourg in an orthographic projection         | Lucembursko            | Lucemburk        | 24. srpna 1949  | 639 589      | 2 586 km2 (998 sq mi)           |
| Flag of Hungary            | Map showing Hungary in an orthographic projection            | Maďarsko               | Budapešť         | 12. března 1999 | 9 728 337    | 93 028 km2 (35 918 sq mi)       |
| Flag of Germany            | Map showing Germany in an orthographic projection            | Německo                | Berlín           | 8. května 1955  | 79 903 481   | 357 022 km2 (137 847 sq mi)     |
| Flag of the Netherlands    | Map showing the Netherlands in an orthographic projection    | Nizozemsko             | Amsterdam        | 24. srpna 1949  | 17 337 403   | 41 543 km2 (16 040 sq mi)       |
| Flag of Norway             | Map showing Norway in an orthographic projection             | Norsko                 | Oslo             | 24. srpna 1949  | 5 509 591    | 323 802 km2 (125 021 sq mi)     |
| Flag of Poland             | Map showing Poland in an orthographic projection             | Polsko                 | Varšava          | 12. března 1999 | 38 185 913   | 312 685 km2 (120 728 sq mi)     |
| Flag of Portugal           | Map showing Portugal in an orthographic projection           | Portugalsko            | Lisabon          | 24. srpna 1949  | 10 263 850   | 92 090 km2 (35 556 sq mi)       |
| Flag of Romania            | Map showing Romania in an orthographic projection            | Rumunsko               | Bukurešť         | 29. března 2004 | 21 230 362   | 238 391 km2 (92 043 sq mi)      |
| Flag of Greece             | Map showing Greece in an orthographic projection             | Řecko                  | Athény           | 18. února 1952  | 10 569 703   | 131 957 km2 (50 949 sq mi)      |
| Flag of North Macedonia    | Map showing North Macedonia in an orthographic projection    | Severní Makedonie      | Skopje           | 27. března 2020 | 2 128 262    | 25 713 km2 (9 928 sq mi)        |
| Flag of Slovakia           | Map showing Slovakia in an orthographic projection           | Slovensko              | Bratislava       | 29. března 2004 | 5 436 066    | 49 035 km2 (18 933 sq mi)       |
| Flag of Slovenia           | Map showing Slovenia in an orthographic projection           | Slovinsko              | Lublaň           | 29. března 2004 | 2 102 106    | 20 273 km2 (7 827 sq mi)        |
| Flag of the United Kingdom | Map showing the United Kingdom in an orthographic projection | Spojené království     | Londýn           | 24. srpna 1949  | 67 081 000   | 243 610 km2 (94 058 sq mi)      |
| Flag the United States     | Map showing the United States in an orthographic projection  | Spojené státy americké | Washington, D.C. | 24. srpna 1949  | 334 998 398  | 9 833 520 km2 (3 796 743 sq mi) |
| Flag of Spain              | Map showing Spain in an orthographic projection              | Španělsko              | Madrid           | 30. května 1982 | 47 260 584   | 505 370 km2 (195 124 sq mi)     |
| Flag of Sweden             | Map showing Sweden in an orthographic projection             | Švédsko                | Stockholm        | 7. března 2024  | 10 551 707   | 447 425 km2 (172 752 sq mi)     |
| Flag of Turkey             | Map showing Turkey in an orthographic projection             | Turecko                | Ankara           | 18. února 1952  | 82 482 383   | 783 562 km2 (302 535 sq mi)     |

### Speciální opatření
Tři skandinávské země, Dánsko, Island a Norsko, které vstoupily do NATO jako zakládající členové, se rozhodly omezit svou účast ve třech oblastech: na jejich území nebudou žádné stálé mírové základny, žádné jaderné hlavice a žádná vojenská aktivita spojenců (pokud nebudou pozváni). Dánsko však povolilo americkému letectvu udržovat stávající základnu Thule v Grónsku.
Od poloviny 60. do poloviny 90. let 20. století Francie prosazovala vojenskou strategii nezávislosti na NATO v rámci politiky označované jako „gaullo-mitterrandismus“. Nicolas Sarkozy v roce 2009 vyjednal návrat Francie do integrovaného vojenského velení a Výboru pro obranné plánování, přičemž tento výbor byl následujícího roku zrušen. Francie zůstává jediným členem NATO mimo Skupinu pro jaderné plánování a na rozdíl od Spojených států a Velké Británie nezaváže alianci své ponorky s jadernými zbraněmi.

## Vojenský personál
Následující seznam je sestaven na základě publikace The Military Balance, kterou každoročně vydává Mezinárodní institut pro strategická studia.
| Vlajka                 | Stát                   | Aktivní vojsko | Vojsko v záloze | Paramilitantní jednotka | Celkově   | Na 1000 obyvatel (celkem) | Na 1000 obyvatel (aktivní) |
| ---------------------- | ---------------------- | -------------- | --------------- | ----------------------- | --------- | ------------------------- | -------------------------- |
| Albánie                | Albánie                | 10 500         | 0               | 500                     | 11 000    | 3,6                       | 3,4                        |
| Belgie                 | Belgie                 | 29 400         | 5 900           | 0                       | 35 300    | 3,0                       | 2,5                        |
| Bulharsko              | Bulharsko              | 42 663         |                 | 0                       | 45 663    | 6,6                       | 6,2                        |
| Černá Hora             | Černá Hora             | 2 350          | 2 800           | 10 100                  | 15 250    | 25,1                      | 3,9                        |
| Česko                  | Česko                  | 27 400         | 4 200           | 0                       | 31 600    | 3,0                       | 2,6                        |
| Dánsko                 | Dánsko                 | 20 440         | 45 800          | 0                       | 66 240    | 11,2                      | 3,5                        |
| Estonsko               | Estonsko               | 7 600          | 230 000         | 15 800                  | 253 400   | 207,7                     | 6,2                        |
| Finsko                 | Finsko                 | 24 250         | 900 000         | 14 321                  | 938 571   | 168,7                     | 4,4                        |
| Francie                | Francie                | 208 750        | 141 050         | 175 050                 | 524 850   | 7,7                       | 3,1                        |
| Chorvatsko             | Chorvatsko             | 16 700         | 21 000          | 3 000                   | 40 700    | 9,7                       | 4                          |
| Island                 | Island                 | 250            | 250             | 250                     | 750       | 2,1                       | 0,7                        |
| Itálie                 | Itálie                 | 175 100        | 18 300          | 182 350                 | 375 750   | 6,0                       | 2,8                        |
| Kanada                 | Kanada                 | 70 500         | 35 600          | 5 500                   | 111 600   | 2,9                       | 1,9                        |
| Litva                  | Litva                  | 23 000         | 90 000          | 14 150                  | 127 150   | 49,9                      | 8,5                        |
| Lotyšsko               | Lotyšsko               | 16 700         | 36 000          | 0                       | 52 700    | 28.3                      | 9,0                        |
| Lucembursko            | Lucembursko            | 940            | 0               | 600                     | 1 540     | 2,4                       | 1,5                        |
| Maďarsko               | Maďarsko               | 41 600         | 20 000          | 12 000                  | 73 600    | 7,6                       | 4,3                        |
| Německo                | Německo                | 184 100        | 50 050          | 0                       | 234 150   | 2,9                       | 2,3                        |
| Nizozemsko             | Nizozemsko             | 41 543         | 6 643           | 6 500                   | 54 686    | 3,4                       | 2,4                        |
| Norsko                 | Norsko                 | 25 400         | 40 000          | 0                       | 65 400    | 11,9                      | 4,6                        |
| Polsko                 | Polsko                 | 164 500        | 200 000         | 75 400                  | 439 900   | 11,5                      | 4,3                        |
| Portugalsko            | Portugalsko            | 33 200         | 211 700         | 24 700                  | 269 600   | 26,3                      | 3,2                        |
| Rumunsko               | Rumunsko               | 72 000         | 55 000          | 79 900                  | 206 900   | 9,7                       | 3,4                        |
| Řecko                  | Řecko                  | 143 300        | 221 350         | 4 000                   | 368 650   | 34,8                      | 13,5                       |
| Severní Makedonie      | Severní Makedonie      | 8 000          | 26 850          | 7 600                   | 42 450    | 19,9                      | 3,8                        |
| Slovensko              | Slovensko              | 19 500         | 0               | 0                       | 19 500    | 3,6                       | 3,6                        |
| Slovinsko              | Slovinsko              | 7 500          | 26 200          | 5 950                   | 39 650    | 18,9                      | 3,6                        |
| Spojené království     | Spojené království     | 196 453        | 78 600          | 0                       | 275 053   | 4,2                       | 3,0                        |
| Spojené státy americké | Spojené státy americké | 1 598 287      | 1 072 543       | 0                       | 2 670 830 | 8,0                       | 4,8                        |
| Španělsko              | Španělsko              | 133 282        | 15 450          | 75 800                  | 224 532   | 4,8                       | 2,8                        |
| Švédsko                | Švédsko                | 24 400         | 32 900          | 0                       | 57 300    | 5,4                       | 2,3                        |
| Turecko                | Turecko                | 690 811        | 380 700         | 192 534                 | 1 264 045 | 15,3                      | 8,4                        |
| NATO                   | NATO                   | 3 896 402      | 3 768 103       | 870 271                 | 8 507 776 | 8,7                       | 4,0                        |

## Vojenské výdaje
Výdaje Spojených států na obranu jsou více než dvojnásobkem výdajů na obranu všech ostatních členů NATO dohromady. Kritika tehdejšího amerického prezidenta Donalda Trumpa, že mnohé členské státy nepřispívají svým dílem v souladu s mezinárodní dohodou, vyvolala různé reakce amerických a evropských politických představitelů, od posměchu až po paniku.
Průzkum Pew Research Center z roku 2016 ukázal, že ačkoli většina zemí vnímá NATO pozitivně, většina členů NATO dává přednost zachování stejných vojenských výdajů. Také odpovědi na otázku, zda by jejich země měla vojensky pomoci jiné zemi NATO, pokud by se dostala do vážného vojenského konfliktu s Ruskem, byly smíšené. Zhruba polovina nebo méně v šesti z osmi dotazovaných zemí uvedla, že by jejich země měla použít vojenskou sílu, pokud Rusko zaútočí na sousední zemi, která je spojencem NATO. A nejméně polovina ve třech z osmi zemí NATO uvedla, že by jejich vláda za takových okolností neměla použít vojenskou sílu. Nejsilnější odpor proti odpovědi ozbrojenou silou je v Německu (58 %), následuje Francie (53 %) a Itálie (51 %). Více než polovina Američanů (56 %) a Kanaďanů (53 %) je ochotna reagovat na ruskou vojenskou agresi proti některé ze zemí NATO. Většina Britů (49 %) a Poláků (48 %) by rovněž dostála svému závazku podle článku 5. A Španělé jsou v této otázce rozděleni: 48 % jej podporuje, 47 % je proti.
| Členský stát           | Obyvatelstvo | HDP (nominální) | Výdaje na obranu (v USD) | Výdaje na obranu (v USD) | Výdaje na obranu (v USD) | Personál      |
| Členský stát           | Obyvatelstvo | HDP (nominální) | V milionech $            | % reálného HDP           | Na obyvatele             | Personál      |
| ---------------------- | ------------ | --------------- | ------------------------ | ------------------------ | ------------------------ | ------------- |
| Albánie                | 3 101 621    | 23,36           | 401                      | 1,72                     | 93                       | 6 600         |
| Belgie                 | 11 913 633   | 636,07          | 7 670                    | 1,21                     | 537                      | 21 400        |
| Bulharsko              | 6 827 736    | 103,59          | 1 933                    | 1,87                     | 181                      | 26 600        |
| Chorvatsko             | 4 169 239    | 83,01           | 1 450                    | 1,75                     | 291                      | 24 000        |
| Černá Hora             | 602 445      | 7,45            | 115                      | 1,55                     | 128                      | 5 700         |
| Česko                  | 10 706 242   | 334,94          | 5 108                    | 2,02                     | 305                      | 27 700        |
| Dánsko                 | 6 057 361    | 412,37          | 8 199                    | 2,00                     | 1 208                    | 16 700        |
| Estonsko               | 1 202 762    | 41,50           | 1 198                    | 2,89                     | 587                      | 7 300         |
| Finsko                 | 5 614 571    | 305,42          | 7 500                    | 2,46                     | 1 146                    | 31 000        |
| Francie                | 62 819 428   | 3 050,30        | 57 815                   | 1,90                     | 734                      | 207 300       |
| Island                 | 360 872      | 31,30           | —                        | —                        | —                        | —             |
| Itálie                 | 61 021 855   | 2 223,01        | 32 750                   | 1,47                     | 494                      | 170 700       |
| Kanada                 | 38 516 736   | 2 123,01        | 28 140                   | 1,33                     | 591                      | 66 800        |
| Litva                  | 2 655 755    | 79,13           | 2 177                    | 2,75                     | 508                      | 17 900        |
| Lotyšsko               | 1 821 750    | 44,60           | 1 052                    | 2,37                     | 404                      | 6 700         |
| Lucembursko            | 660 924      | 59,61           | 603                      | 1,01                     | 730                      | 900           |
| Maďarsko               | 9 771 827    | 209,41          | 4 338                    | 2,07                     | 336                      | 20 100        |
| Německo                | 84 220 184   | 4 473,00        | 74 085                   | 1,66                     | 712                      | 181 700       |
| Nizozemsko             | 17 463 930   | 1 122,05        | 16 538                   | 1,63                     | 818                      | 40 800        |
| Norsko                 | 5 600 850    | 488,19          | 8 788                    | 1,80                     | 1 445                    | 24 000        |
| Polsko                 | 37 991 766   | 819,82          | 32 165                   | 3,92                     | 655                      | 202 300       |
| Portugalsko            | 10 223 150   | 288,37          | 4 254                    | 1,48                     | 337                      | 22 400        |
| Rumunsko               | 21 400 000   | 352,64          | 5 655                    | 1,60                     | 200                      | 64 000        |
| Řecko                  | 10 497 595   | 245,38          | 7 495                    | 3,05                     | 632                      | 111 000       |
| Severní Makedonie      | 2 133 410    | 15,80           | 268                      | 1,70                     | 96                       | 5 700         |
| Slovensko              | 5 425 319    | 130,90          | 2 682                    | 2,05                     | 387                      | 13 800        |
| Slovinsko              | 2 099 790    | 68,61           | 914                      | 1,33                     | 342                      | 5 700         |
| Spojené království     | 68 502 956   | 3 398,27        | 77 384                   | 2,28                     | 1 077                    | 139 500       |
| Spojené státy americké | 338 229 980  | 27 343,45       | 875 603                  | 3,24                     | 2 101                    | 1 317 000     |
| Španělsko              | 47 051 085   | 1 582,94        | 19 638                   | 1,24                     | 350                      | 110 600       |
| Švédsko                | 10 536 338   | bude oznámeno   | bude oznámeno            | bude oznámeno            | bude oznámeno            | bude oznámeno |
| Turecko                | 83 593 483   | 1 201,56        | 18 965                   | 1,58                     | 228                      | 463 700       |
| NATO                   | 969 619 192  | 51 298,96       | 1 304,886                | 2,54                     | 1 113                    | 3 346 000     |